# 웬델 코리

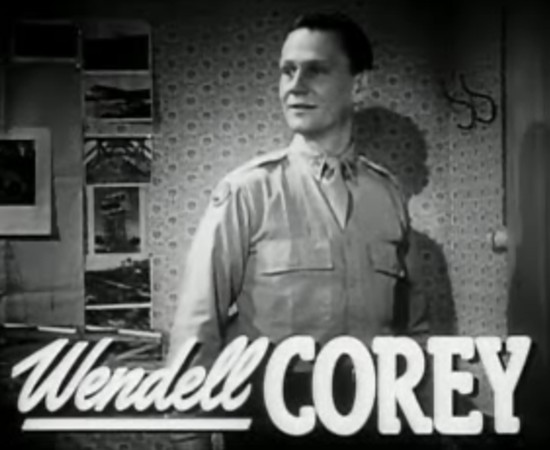

웬델 코리(Wendell Reid Corey, 1914년 3월 20일 ~ 1968년 11월 8일)는 미국의 배우, 정치인, 연극 배우, 텔레비전 배우, 영화배우이다.
우들랜드힐스에서 사망하였다. 사인은 간경변이다. 매사추세츠주에 매장되었다.

## 영화
- 우주 좀비 (1969년)
- 벅스킨 (1968년)
- 러빙 유 (1957년)
- 킬러 풀려나다 (1956년)
- 더 랙 (1956년)
- 레인메이커 (1956년)
- 볼드 앤 브레이브 (1956년)
- 빅 나이프 (1955년) - 스밀리 코이 역
- 클라이막스! (1954년)
- 이창 (1954년)
- 리치 영 앤 프리티 (1951년)
- 격노 (1950년)
- 애니 넘버 캔 플레이 (1949년)
- 홀리데이 어페어 (1949년)
- 스튜디오 원 (1948년)
- 살인 전화 (1948년)
- 수색 (1948년)